# Predlitz-Turrach
Predlitz-Turrach è stato un comune austriaco nel distretto di Murau, in Stiria. È stato creato il 1º gennaio 1969 dalla fusione dei precedenti comuni di Einach e Predlitz e soppresso il 31 dicembre 2014; dal 1º gennaio 2015 le sue frazioni di Einach, Predlitz e Turrach sono state aggregate all'altro comune soppresso di Stadl an der Mur per costituire il nuovo comune di Stadl-Predlitz.